# Rivière aux Brochets (baie Missisquoi)
Pour les articles homonymes, voir Brochet (homonymie) et Rivière aux Brochets.
La rivière aux Brochets est un cours d'eau tributaire du lac Champlain (via la baie Missisquoi) dans la municipalité de Frelighsburg, le comté de Franklin (Vermont), dans le nord du Vermont (États-Unis) et les
Stanbridge East, Bedford, Notre-Dame-de-Stanbridge, Pike River et Saint-Armand, dans la municipalité régionale de comté (MRC) de Brome-Missisquoi, dans la région administrative de l'Estrie, dans le sud de la province de Québec (Canada)

## Géographie

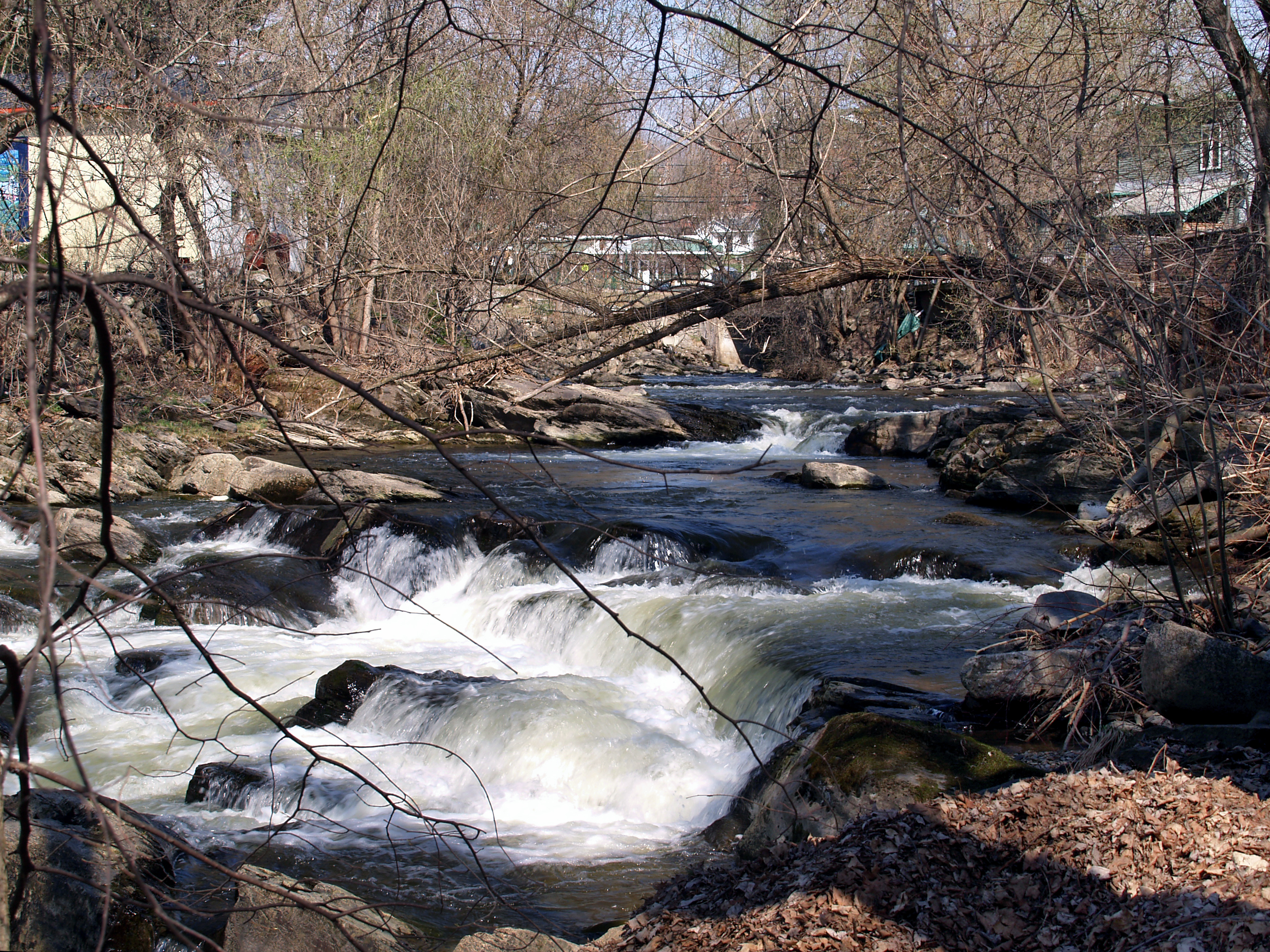
La rivière aux Brochets en amont du moulin Freligh à Frelighsburg.

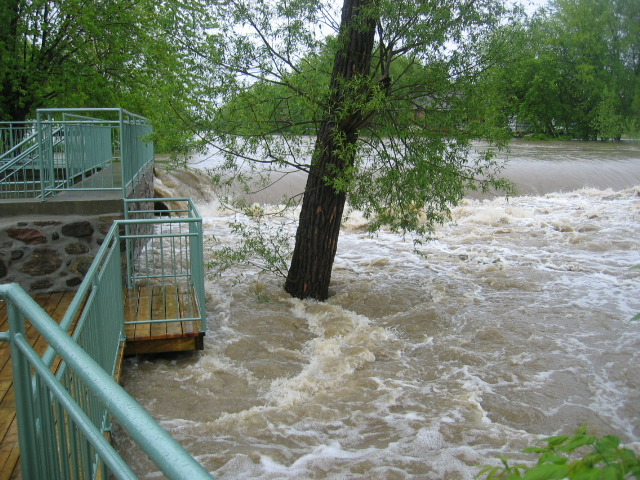
Le vieux moulin de Notre-Dame-de-Stanbridge sur la rivière aux Brochets lors des inondations de l'été 2006.

Son cours long d'environ 79 km, orienté au nord, se situe principalement au Québec. Plus de 85 % de son bassin versant, soit 670 km2, se trouve ainsi sur le territoire de la municipalité régionale de comté (MRC) de Brome-Missisquoi.
La rivière aux Brochets prend sa source au sud-ouest de Frelighsburg jusqu'à la frontière des États-Unis où elle effectue un crochet d'environ 15 km vers le nord-ouest. Elle y reçoit les eaux du lac Carmi.
Au nord de la frontière, la rivière franchit une série de chutes et de rapides entrecoupées de longues parties à écoulements lents, traversant respectivement Frelighsburg, Stanbridge East et Bedford avant de quitter les Appalaches pour atteindre la plaine des Basses-terres du Saint-Laurent. Une série de chutes rapprochées sont endiguées par cinq barrages. Plus en aval, le cours de la rivière devient sinueux, effectuant un long détour par Notre-Dame-de-Stanbridge, puis franchissant des derniers rapides à Pike River pour terminer sa course au travers de forêts marécageuses. La rivière aux Brochets est un tributaire de la rive nord-est de la baie Missisquoi au Québec.
La principale municipalité du bassin versant est Bedford mais les municipalités de Saint-Armand, Notre-Dame-de-Stanbridge, Saint-Ignace-de-Stanbridge, Pike River et Frelighsburg en font également partie.

## Toponymie
Le toponyme Rivière aux Brochets a été officialisé le 5 décembre 1968 à la Commission de toponymie du Québec.

## Écologie
En septembre 2014, l'organe médiatique de l'UPA, La Terre de chez nous, signalait que des algues bleues contaminaient l'usine de traitement des eaux de Bedford. Avec le réchauffement climatique, ce problème tend à devenir récurrent. Il risque d'aller en s'aggravant tant que le flux reste-ra ralenti par les emprises ferroviaires ou qu'il ne sera pas évacué artificiellement, par exemple en reliant l'exutoire du ruisseau McPhee (à la limite de Clarenceville et de Venise-en-Québec) avec la rivière du Sud plus au nord, à quelque 12 km de là. Ce creusement pourrait donner lieu à un petit canal de navigation pour permettre aux plaisanciers de se rendre à la Rivière Richelieu sans passer par les États-Unis.